# AukcYon
AukcYon (ros. АукцЫон) – rosyjski i radziecki zespół rockowy utworzony w 1978 w Leningradzie z inicjatywy gitarzysty, wokalisty i autora tekstów – Leonida Fiodorowa.
Jeden z utworów grupy – „Doroga” (ros. Дорога) został umieszczony na soundtracku do filmu Brat 2.

## Historia grupy

### Wczesne lata
Zespół został utworzony w 1978 roku przez Leonida Fiodorowa i pierwotnie nosił nazwę Faeton (ros. Фаэтон). Pierwszy stały skład stanowili gitarzysta i wokalista Fiodorow, basista Wiktor „Bond” Bondarik, gitarzysta Siergiej „Dlinnyj” Mielnik, klawiszowiec i wokalista Dmitrij Ozierski oraz perkusista Jewgienij Czumiczow. Zadebiutowali na scenie klubu przynależącego do jednej z leningradzkich uczelni technicznych w 1982 roku, wykonując energetyczne post-punkowe kompozycje autorstwa Fiodorowa.
Wkrótce do grupy dołączył poeta Oleg Garkusza. Współpraca między artystami polegała na tym, że Garkusza pisał wiersze, a Fiodorow komponował muzykę pod przygotowane teksty. Garkusza odegrał on dużą rolę w stworzeniu charakterystycznego dla AukcYona stylu muzycznego oraz scenicznego wizerunku. W owym czasie pracował jako reżyser dźwięku zespołu, był także odpowiedzialny za efekty specjalne podczas koncertów.

### Występ w Leningradzkim Rock Klubie
W maju 1983 roku zmieniono nazwę zespołu na obecną. 18 listopada tego samego roku, dzięki namowom ze strony muzyków z grupy Akwarium, AukcYon wystąpił w Leningradzkim Rock Klubie. Muzycy nie zdobyli wówczas większego uznania ze strony publiczności.
Leonind Fiodorow następująco wspomina ów występ:
Zagraliśmy parszywie, program był surowy, brzmieliśmy do niczego.
Przez dwa kolejne lata grupa praktycznie nie występowała, jednak nie przestała istnieć. Z początkiem 1985 roku zajęto się przygotowywaniem nowego programu i wydano album „Wiernis’ w Sorriento” (ros. Вернись в Сорренто).
W 1986 roku zespół powrócił na scenę. Wystąpił na IV festiwalu Leningradzkiego Rock Klubu i został jednym z jego laureatów. Widzów zachwyciły nieznane dotąd muzyczne brzmienia, niestandardowe podejście do strony wizualnej występów, a także poetyka absurdu zawarta w tekstach autorstwa Garkuszy – wyróżnionego nagrodą specjalną za artyzm – oraz Ozierskiego. Podczas festiwalu na scenie wystąpiło wokalne trio – Fiodorow, Garkusza oraz śpiewający tenorem Siergiej Rogożin, który za swoje wykonanie otrzymał nagrodę dla najlepszego wokalisty. Rogożin niedługo po tym zakończył współpracę z zespołem.
Dzięki pomysłom Garkuszy koncerty AukcYona stały się niecodziennymi show ze specjalnie przygotowywanymi kostiumami, dekoracjami i rekwizytami. Podczas występów Oleg odgrywał rolę ekstrawaganckiego punka ubranego w garnitur z przyszytymi broszkami, tańczącego i skaczącego po scenie.
Ówcesny skład stanowili: Fiodorow, Garkusza, Bondarik, perkusista Paweł Litwinow, gitarzysta Dmitrij Matkowski, saksofonista Nikołaj Rubanow, perkusista Borys Szawiejnikow, a także artysta – Kiryłł Miller, który był odpowiedzialny za kostiumy, dekorację i wizerunek sceniczny artystów.
Do roku 1988 grupa nazywała się Aukcion (ros. Аукцион), jednak gdy przy składaniu autografu perkusista omyłkowo podpisał się jako członek grupy „Aukcyon”, postanowiono od tamtej pory używać nazwy ze zmienioną przez Szawiejnikowa pisownią.
Niedługo potem do AukcYona dołączył tancerz, Władimir Wiesiołkin.

### Wyjazd do Paryża
W kwietniu 1989 roku wraz z zespołami Kino i Zwuki Mu, jako pierwsze grupy rockowe w historii ZSSR, otrzymali od państwa wizy dla artystów celem wyjazdu do Paryża. Muzycy wystąpili na paryskim festiwalu Printemps de Bourges. We Francji szczególne zainteresowanie wzbudził talent tancerza grupy AukcYon.
Sam Nurjejew powiedział do mnie: „Odejdź z rock-n-rolla – wróć do teatru, tam będziesz robił to, czego zapragniesz. Ja jednak w owym czasie wierzyłem w rock-n-roll.” –  wspomina Wiesiołkin.
Tam również wydano album „Kak ja stał priedatielem” (ros. Как я стал предателем). W pracach nad stworzeniem materiału brał udział wokalista i skrzypek – Jewgienij Diatłow, który zaraz potem opuścił grupę.
Podczas pobytu we Francji nastąpił skandal – w trakcie występu do piosenki Nepman na festiwalu w Le Bourget, Władimir Wiesiołkin wykonał choreografię parodiującą striptiz, w rezultacie czego zaprezentował się publiczności w bieliźnie zbliżonej kolorem do barwy skóry. Wywołało to ogromne oburzenie wśród redakcji dwóch radzieckich gazet: „Sowietskaja kultura” i „Komsomolskaja prawda”. W „Komsomolskiej prawdzie” ukazał się artykuł, który obwiniał uczestników AukcYona o wulgarność i brak dobrego smaku. Wiesiołkin w odpowiedzi napisał list otwarty do redakcji gazety, w którym przekonywał zainteresowanych dziennikarzy, że charakter zdarzenia opisany w artykule nie ma odzwierciedlenia w prawdzie – żadnego responsu jednak nie uzyskał.
Zespół powtórzył występ uznany przez „Komsomolską prawdę” za kontrowersyjny w popularnym programie Muzykalnyj ring, produkowanym w ZSRR.
Grupa w dalszym ciągu wyjeżdżała z koncertami za granicę: do Francji, Hiszpanii, Danii, Szwajcarii, Niemiec, gdzie zdobywała popularność również wśród europejskich słuchaczy.

### Lata 90.
Z początkiem lat 90. zespół opuścił Wiesiołkin, który zajął się karierą solową. Decyzję o przerwaniu współpracy z grupą podjął również Kiryłł Miller.
Decyzją samego reżysera, jeden z utworów grupy – Doroga (ros. Дорога) – został umieszczony w soundtracku do filmu Brat 2.

## Skład grupy
- Leonid Fiodorow – wokal, gitara elektryczna, gitara akustyczna, perkusja, autor muzyki
- Oleg Garkusza – showman, wokal, deklamacja, autor tekstów
- Wiktor Bondarik – gitara basowa
- Dmitrij Ozierski – instrumenty klawiszowe, trąbka, perkusja, autor tekstów
- Nikołaj Rubanow – saksofon, klarnet basowy, żalejka
- Borys Szawiejnikow – instrumenty perkusyjne
- Michaił Kołowski – tuba, puzon
- Michaił Rappoport – inżynier dźwięku

### Byli członkowie
- Paweł Litwinow – instrumenty perkusyjne (do 2005) †
- Siergiej Rogożin – wokal
- Igor Czieridnik – perkusja
- Dmitrij Matkowski – gitara elektryczna
- Władimir Wiesiołkin – taniec
- Nikołaj Fiodorowicza – saksofon
- Igor Skałdin – gitara elektryczna
- Jewgienij Diatłow – wokal, skrzypce
- Kiryłł Miller – wizerunek sceniczny

## Dyskografia[9]

### Albumy studyjne
- 1986 – Wiernis w Sorriento (ros. Вернись в Сорренто)
- 1989 – Kak ja stał priedatieliem (Как я стал предателем)
- 1989 – W Bagdadie wsio spokojno (В Багдаде всё спокойно)
- 1990 – Żopa (Жопа)
- 1991 – Bodun (Бодун)
- 1994 – Ptica (Птица)
- 2002 – Eto mama (Это мама)
- 2007 – Diewuszki pojut (Девушки поют)
- 2011 – Juła (Юла)
- 2016 – Na Solnce (На Солнце)
- 2020 – Mieczty (Мечты)

#### Albumy koncertowe
- 1986 – D’obsierwier (Д’обсервер)

### Chwost i AukcYon (współpraca grupy z poetą Aleksiejem Chwostenko[10])
- 1992 – Czajnik wina (Чайник вина)
- 1995 – Żyliec wierszin (Жилец вершин)
- 2014 – Skorpion (Скорпион)